# 米羅斯拉夫·拉杜利察
米羅斯拉夫·拉杜利察（1988年1月5日—），塞爾維亞籃球運動員。他現在效力於NBA球隊明尼蘇達森林狼。他也代表塞爾維亞國家籃球隊參賽，參加了2014年籃球世界杯的賽事。